# أوليفيا كارلسون
أوليفيا كارلسون (بالسويدية: Olivia Carlsson)‏ هي لاعبة هوكي الجليد سويدية، ولدت في 2 مارس 1995 في كارلستاد في السويد.

## وصلات خارجية
- أوليفيا كارلسون على موقع EliteProspects.com (الإنجليزية)
- أوليفيا كارلسون على موقع Eurohockey.com (الإنجليزية)
- أوليفيا كارلسون على موقع أوليمبيديا (الإنجليزية)
- أوليفيا كارلسون على موقع اللجنة الأولمبية السويدية (السويدية)